# Zoltán Basilides
Zoltán Basilides (n. 26 martie 1918, Nové Mesto nad Váhom, Trenčiansky kraj, Slovacia – d. 29 septembrie 1988, Budapesta, Republica Populară Ungară) a fost un actor maghiar, membru al familiei de artiști Basilides, frate al lui Ábris Basilides, Sándor Basilides și Barna Basilides.

## Biografie
Tatăl său era dr. Barna Basilides, notar de stat, iar mama sa, Jolán Koreny. A urmat Academia de Muzică din Budapesta, pregătindu-se pentru a fi cântăreț de operă (bas). Începând din 1945 a activat patru sezoane la secția de operă a Teatrului Național din Szeged, apoi din 1949 două sezoane la Teatrul Csokonai din Debrețin. În 1951 a fost angajat la Teatrul Madách din Budapesta. Din 1954 a lucrat la Teatrul de Operetă din Budapesta și din 1955 până la moartea sa a fost iarăși actor la Teatrul Madách. Aspectul său solid și vocea sa deosebit de puternică l-au ajutat să obțină rolurile unor personaje autoritare. Începând din 1953 a jucat în filme, iar din 1963 a apărut la televiziune.

## Roluri în piese de teatru
- Shakespeare: Furtuna....Caliban
- Cehov: Liva de vișini....Lopahin
- Gogol: Revizorul....Zemljanyika
- Miller: Pillantás a hídról....Marco
- Otto Vincze: Párisi vendég....Koltai alispán
- Milán Füst: Boldogtalanok....Sirma Ferenc
- Shaw: Sosem lehet tudni....Crampton
- Ibsen: Peer Gynt....Dovre király
- Wesker: A királynő katonái....Repülőőrmester

## Filmografie

### Filme de cinema
- Föltámadott a tenger 1-2....Kovács (1953)
- Életjel (1954)
- Én és a nagyapám (1954)
- Gábor diák (1955)
- Veszélyes lejtő (1955)
- Mese a tizenkét találatról (1956)
- A csodacsatár....Újságíró (1956)
- Tanár úr kérem....Nyomozó (1956)
- Terülj, terülj, asztalkám! (1956)
- Az eltüsszentett birodalom....Burkus lovag (1956) Nem mutatták be!
- Întâlnire la bal (Gerolsteini kaland) - conspiratorul (1957)
- Kaland az állatkertben (1958)
- Szerelem csütörtök (1959)
- Gyalog a mennyországba (1959)
- A harminckilences dandár (1959)
- Merénylet (1959)
- Légy jó mindhalálig....Dorghyék háziura (1960)
- A Noszty fiú esete Tóth Marival (1960)
- Alázatosan jelentem (1960)
- Megöltek egy lányt (1961)
- Alba Regia (1961)
- Négyen az árban (1961)
- Omul de aur (Az aranyember) - cârmaciul Fabula (1962)
- Tücsök (1963)
- Germinal (1963)
- Örökre eltiltva (1963)
- Fotó Háber (1963)
- Új Gilgames (1963)
- Kár a benzinért (1964)
- Mit csinált felséged 3-tól 5-ig? (1964)
- Povestea prostiei mele (1965)
- Tilos a szerelem....Erőművész (1965)
- Szegénylegények (1965)
- Különös házasság....Stadion gróf (1965)
- És akkor a pasas....Maud apja (1966)
- Susanne, die Wirtin von der Lahn (1967)
- A veréb is madár....Ápoló az ideggyógyászaton (1968)
- A beszélő köntös (1968)
- Egri csillagok (1968)
- Szép magyar komédia (1970)
- Kapaszkodj a fellegekbe!....Börtöntiszt (1971)
- Nápolyt látni és… (1972)
- A törökfejes kopja....Bíró (1973)
- Hét tonna dollár....Kaszinópénztáros (1973)
- Egy erkölcsös éjszaka....Tivadar (1977)
- Nem élhetek muzsikaszó nélkül (1978)
- Az elvarázsolt dollár (1985)
- Hány az óra, Vekker úr?....Kávéháztulajdonos (1985)
- A másik ember (1987)

### Filme de televiziune
- Férjhez menni tilos....Gordon (1963)
- A Tenkes kapitánya 1-13....Bruckenbacker kapitány (1963)
- Én, Strasznov Ignác, a szélhámos (1966)
- Princ, a katona 1-13....Híradós századparancsnok (1966)
- Az igazságtevő (1966)
- Oly korban éltünk 1-5. (1966-1967)
- Reggeli a marsallnál (1967)
- Budapesten harcoltak 1-3. (1967)
- Az aranykesztyű lovagjai 1-5. (1968)
- Bors....Hanák felügyelő (1968)
- Szende szélhámosok (1968)
- Sárga rózsa (1969)
- A 0416-os szökevény (1970)
- Rózsa Sándor 1-12. (1971)
- Névtelen csillag (1971)
- Vidám elefántkór (1971)
- Villa a Lidón (1971)
- Egy óra múlva itt vagyok…....Nikics, csetnik tiszt (1971)
- Az ördög cimborája (1973)
- Hannibál utolsó útja (1973)
- Ficzek úr (1974)
- Megtörtént bűnügyek ep. A négylevelű lóhere (1974)
- Sztrogoff Mihály (1975)
- Mákszem Matyi....Szenyor Lopez (1977)
- Csillagszemű....Csibak (1977)
- Mednyánszky (1978)
- Mondja, Struccné! (1981)
- Vassza Zseleznova (1982)
- Régimódi történet (1982)
- Holt lelkek (1983)
- Lélekvándorlás (1983)
- Mint oldott kéve 1-7. (1983)
- Széchenyi napjai (1985)
- Kémeri 1-5. (1985)
- Csak a testvérem (1986)
- Micike és az Angyalok (1987)
- Margarétás dal (1988)

## Dublaj de voce
- Ballada a katonáról....További magyarhang (1960)
- Doktor Dolittle....Bellowes tábornok (1967)
- A bostoni fojtogató....Phil DiNatale detektív (1970)
- Egy másik férfi, egy másik nő....További magyarhang (1979)

## Piese radiofonice
- Frumoasa adormită (Csipkerózsika, 1986)

## Premii
- Artist emerit (1956)
- Premiul Kossuth (1957)
- Maestru al artei (1962)